# 鈴蘭台

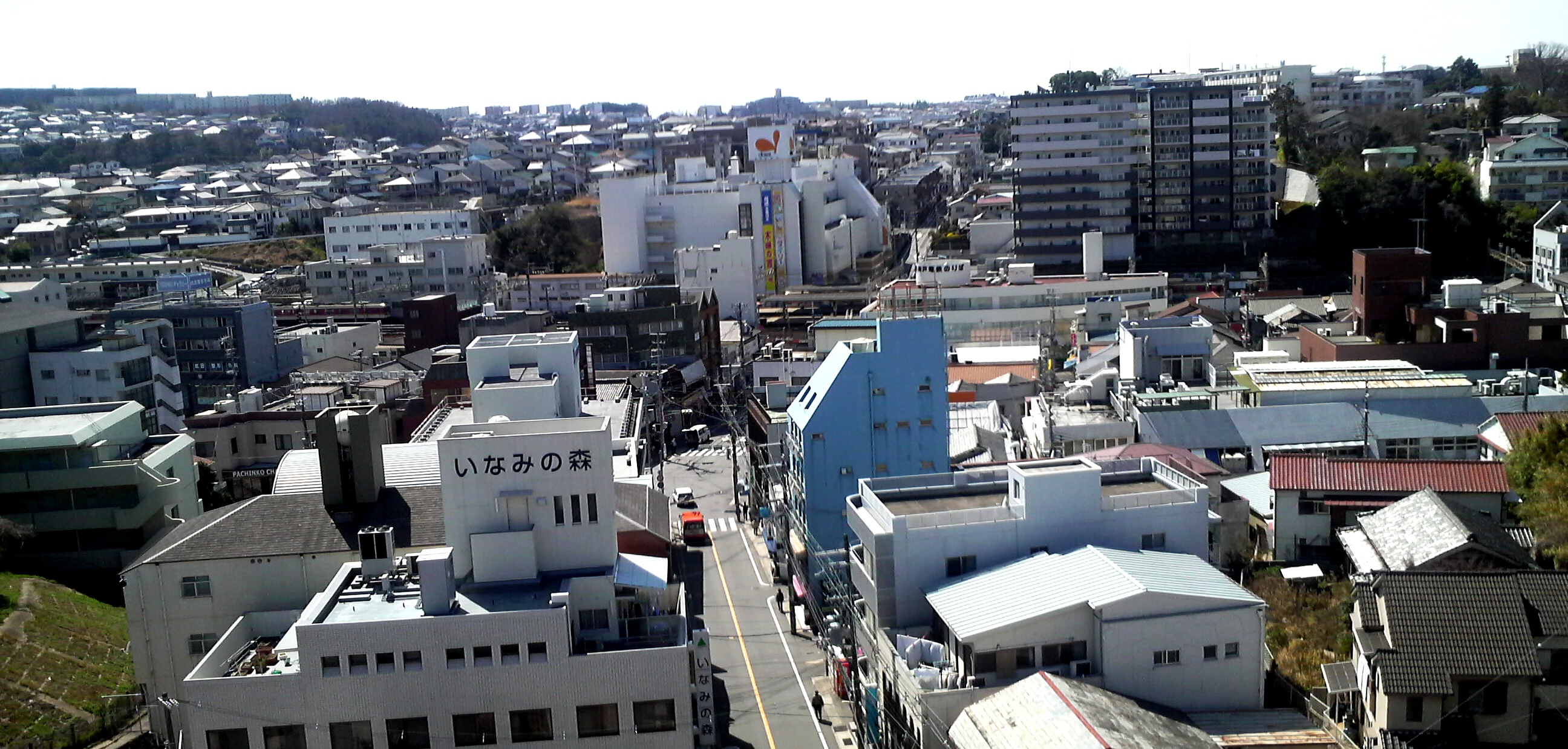
駅周辺

鈴蘭台（すずらんだい）は、兵庫県神戸市北区の地域名。北区南部の行政・交通の中心部であり、また、繁華街でもある。北区の町名・広域地名として鈴蘭台地区（あるいは本区）と呼ぶ場合には、北鈴蘭台駅周辺の地域を含む。

## 概要
1928年、武庫郡山田村では、神戸有馬電気鉄道（現神戸電鉄）の経営安定のための乗客増加策の一環として「関西の軽井沢」のキャッチフレーズで別荘地分譲が開始された。1932年には、公募により「関西の軽井沢」のイメージに合う花をとって「鈴蘭台」が誕生する。スズランの花言葉が「健康」であることから、別荘地に適した名として採用された。ただし、現在ではスズランを見ることはほとんどない。
1935年頃には旅館や店が増え、1938年頃にはダンスホールやビヤホールの林立する避暑歓楽街になった。
1947年に神有電鉄と三木電気鉄道が統合して神戸電鉄になると、鈴蘭台は戦後の阪神地域のベッドタウンとしての進展を広げる。
1961年に神戸市が住宅公団の委託をうけ、「鈴蘭台ニュータウン」の開発に乗り出した。
1968年に神戸電鉄湊川駅から始発が新開地駅に乗り入れ、1970年頃にはかつての避暑地がニュータウンになった。1973年に大幅な人口増加により兵庫区から分区し、現在の北区が誕生した。同時に区役所が設置され、北区の2大中心地の1つになった。

## 沿革
- 1928年（昭和3年）
  - 4月1日 - 北神商業学校（後の神戸市立兵庫商業高等学校）開校。
  - 11月28日 - 神戸有馬電気鉄道（現神戸電鉄）有馬線の開業に伴い、小部駅（現鈴蘭台駅）開業。
- 1932年（昭和7年） - 公募により、山田村小部から、「関西の軽井沢」のイメージに合う「スズラン」の花をとって、「鈴蘭台」が誕生。
- 1936年（昭和11年）12月28日 - 三木電気鉄道（現神戸電鉄粟生線）鈴蘭台駅-広野ゴルフ場前駅間が開通。
- 1937年（昭和12年） - 鈴蘭ダンスホール前駅（現鈴蘭台西口駅）開業。
- 1947年（昭和22年）3月1日 - 山田村を神戸市が吸収合併。兵庫区の一部となる。
- 1961年（昭和36年） - 宅地開発に乗り出す。
- 1963年（昭和38年） - 兵庫県立鈴蘭台高等学校開校。
- 1966年（昭和41年）4月1日 - 親和女子大学開学（1994年からは神戸親和女子大学）。
- 1968年（昭和43年）4月7日 - 神戸高速鉄道南北線が開業し、神戸電鉄有馬線が新開地駅に乗り入れ開始。
- 1970年（昭和45年） - 神戸電鉄西鈴蘭台駅開業。
- 1973年（昭和48年）8月1日 - 人口増加により、北区が兵庫区から分離し、区役所を設置する。
- 1980年（昭和55年） - 兵庫県立鈴蘭台西高等学校開校。
- 1981年（昭和56年）4月30日 - 国道428号が指定公布。
- 1990年（平成2年）7月2日 - 阪神高速7号北神戸線布施畑西出入口-箕谷（仮）出入口間が開通し、藍那出入口開業。
- 1995年（平成7年）1月17日 - 阪神・淡路大震災発生。
- 2007年（平成19年）4月1日 - 兵庫県立鈴蘭台高等学校と兵庫県立鈴蘭台西高等学校が統合し、兵庫県立神戸鈴蘭台高等学校開校。
- 2016年（平成28年）- 鈴蘭台駅及び周辺の再開発事業が始まる。神戸市立兵庫商業高等学校が閉校に先立ち兵庫区に移転。
- 2018年（平成30年）9月25日 - 北区役所等が入居する鈴蘭台駅ビル「ベルスト鈴蘭台」と橋上駅舎が供用開始。
- 2023年（令和5年）4月1日 - 神戸親和女子大学が共学化し、神戸親和大学に改称。

## 鈴蘭台団地
鈴蘭台団地（すずらんだいだんち）は、鈴蘭台に存在する都市再生機構が運営する住宅団地である。
第1団地から第7団地に分かれ、北五葉に第1団地、第6団地、第7団地が、南五葉に第2団地、第3団地、第4団地が、君影町に第5団地が存在する。第3団地、第6団地、第7団地は分譲棟、他は賃貸棟になっている。多くは中層棟で一部ボックス型ポイントハウスも存在するが、第4団地のみ高層棟になっている。

## 電話番号
- 078-58x-xxxx
- 078-59x-xxxx

NTT西日本 神戸MA 鈴蘭台電話局管轄区

## 郵便番号
- 〒651-11xx

神戸北郵便局集配区

## 町名
- 鈴蘭台南町
- 鈴蘭台西町
- 鈴蘭台北町
- 鈴蘭台東町
- 星和台
- 君影町
- 若葉台
- 杉尾台
- 北五葉
- 南五葉
- 惣山町
- 松宮台
- 中里町

## 教育

### 小学校

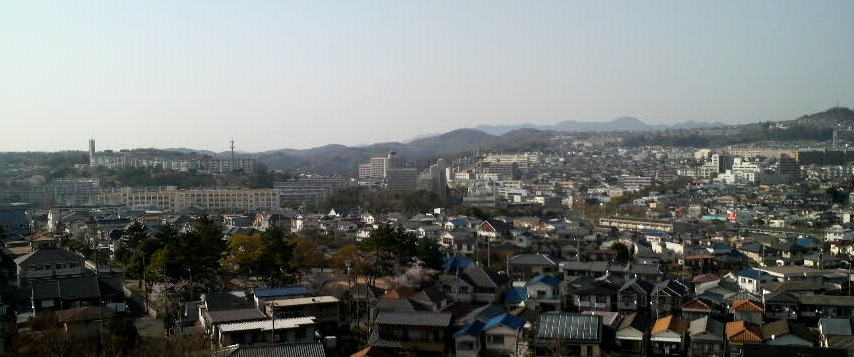
西鈴蘭台駅方面（写真左側に南五葉小学校が見える）

- 神戸市立君影小学校
- 神戸市立小部小学校
- 神戸市立小部東小学校
- 神戸市立星和台小学校
- 神戸市立鈴蘭台小学校
- 神戸市立北五葉小学校
- 神戸市立南五葉小学校

### 中学校
- 神戸市立小部中学校
- 神戸市立星和台中学校
- 神戸市立鈴蘭台中学校

### 高等学校
- 兵庫県立神戸鈴蘭台高等学校

### 大学
- 神戸親和大学

### かつて存在した学校
- 兵庫県立鈴蘭台高等学校
- 兵庫県立鈴蘭台西高等学校
- 神戸市立兵庫商業高等学校

## 交通

### 国道・県道
- 国道428号
- 兵庫県道16号明石神戸宝塚線
- 兵庫県道52号小部明石線
- 兵庫県道197号鈴蘭台停車場線

### 鉄道
- 神戸電鉄有馬線鈴蘭台駅
- 神戸電鉄粟生線西鈴蘭台駅・鈴蘭台西口駅

## 施設
- 神戸市北区役所
- 北区文化センター
  - 神戸市立北図書館
- 神戸北郵便局
- 神戸鈴蘭台郵便局
- 神戸鈴蘭台東郵便局
- 神戸鈴蘭台西郵便局
- 神戸鈴蘭台南郵便局
- 神戸星和台郵便局
- 鈴蘭台プラザ
- しあわせの村
- 神戸ゆうゆうの里
- レ・アール
- ハピネスプラザ
- ベルスト鈴蘭台

## 出身者
- 上島竜兵 - お笑い芸人（ダチョウ倶楽部）
- 朝原宣治 - 陸上競技選手
- 黒田哲史 - プロ野球選手（西武ライオンズ）
- 宮本菜津子 - ミュージシャン